# Saprinus maculatus
Saprinus maculatus är en skalbaggsart som först beskrevs av P. Rossi 1792.  Saprinus maculatus ingår i släktet Saprinus och familjen stumpbaggar. Inga underarter finns listade i Catalogue of Life.